# スプーン曲げ
スプーン曲げ（スプーンまげ）は、金属製のスプーン（さじ）を撫でたり息をふきかけたり空中に投げ上げただけで、さじの首の部分がぐにゃぐにゃに曲がってしまうというパフォーマンス。
いわゆる科学マジックの一種である。超能力と見做されることも少なくないが、素人でも比較的短時間の練習で出来る初歩的なマジックである。

## 概要

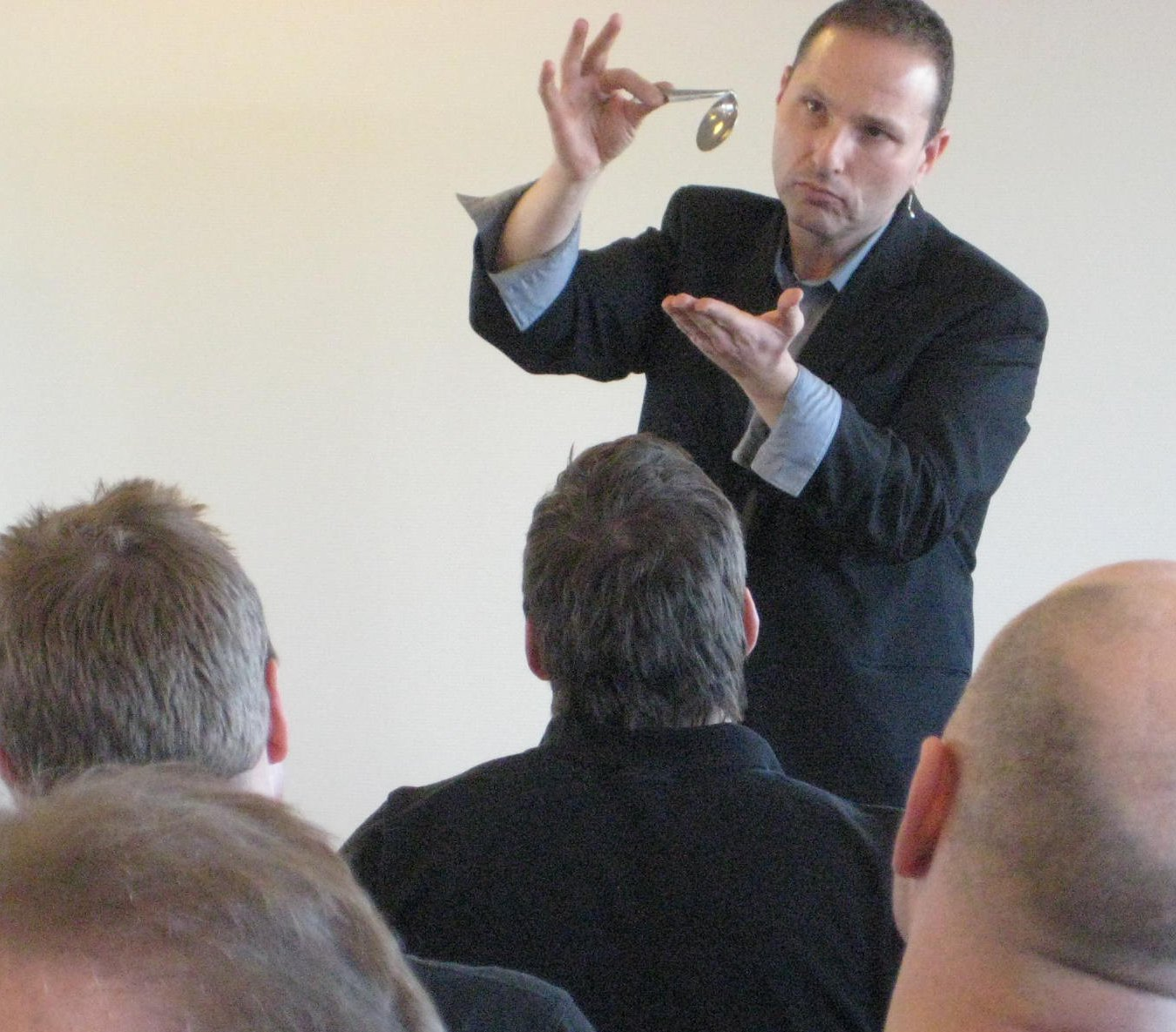
スプーン曲げを実演する奇術師ガイ・バブリ

金属を曲げるメタルベンディングという分野の一つで、マジックとして演じられる場合もあれば超能力であるとして演じられることもある。
単に曲げる他にも、ねじ切ったり器具を使ったかのように断面を美しく切断するなどのパターンもある。また、フォークや鍵を曲げるバリエーションも存在する。スプーン曲げは1972年のいわゆるオカルトブームの中心にもなった。
ユリ・ゲラーという人物がテレビのワイドショーで実演、これにより「超能力」という言葉が流行語になった。1974年には日本にも訪れ、1974年3月7日放送「木曜スペシャル」で実演し大センセーションを巻き起こした。ただしこの時に曲げたのはフォークである。
この番組により沢山の少年少女が超能力に目覚めたとされ、スプーン曲げのパフォーマンスがマスコミに取り上げられる。彼らはゲラリーニと呼ばれた。
しかし『週刊朝日』1974年5月24日版にスプーンを床へ押し付け曲げている写真が掲載されたり、また後年1984年2月3日放送「金曜ファミリーワイド」でスプーンをテーブルに押し付けて曲げている映像が撮られたりするなど、ゲラリーニの世間的評価は否定的傾向が見られ、芳しくない。
ユリ・ゲラーについても、床などの堅いものに押しつけてスプーンを曲げるという手法であったことが指摘されている。（ジェームズ・ランディ『en:The Truth About Uri Geller』）
なお、ユリ・ゲラーや一部ゲラリーニは、スプーン曲げの能力は宇宙人からのチャネリングにより手に入れた物だと主張している。

## 主な手法
スプーンの細工
見えないほどの切れ目や、曲げる部分のみ他の部位よりも軟性の金属で作られたネタの仕込まれたスプーンを用いる方法がある。例えば「福岡伸一の動的平衡」（朝日新聞2017年2月2日）で「おそらくスプーンはガリウムで出来ていたのだ。ガリウムは銀色の硬そうな金属。一見、ステンレスと見分けがつかない。ところがたった29度で溶けてしまう」と書いている。ただし、これは演技者自身でスプーンを用意しなくてはならないため、現代ではあまり用いられない手法である。この方法で演じる際は一般的な手品の手法と組み合わせ、普通のスプーンを相手に確認させ、それを取り戻した際にネタの仕込まれたスプーンに取り換える方法などが用いられる。
力学応用
いわゆるてこの原理を応用し、スプーンを曲げる方法で、多少の物理的な力とコツが必要となる。ほとんどのスプーンを曲げることができるが、極端に硬質な素材を曲げるには相応の握力が必要であり、演技力も求められる。演技を見ている人の隙を突いて素早く捻じ曲げ、あたかも指で擦る程度で曲ったかのように見せかけるのが一般的な手法である。この方法は、観客の用意したネタの仕込まれていないスプーンでも演技することができる。
器具の使用
なにかしらの器具を隠し持ってその場で加工し曲げやすくする手法。別途器具を使うという点で難易度は高い。基本は他のスプーン曲げ同様、手品的手法を取り入れて演技することになる。
化学反応
あらかじめスプーンをこする指に薬物を付けておいて、化学反応によって曲げるもの。